# Cantonul Cognac-Sud
Cantonul Cognac-Sud este un canton din arondismentul Cognac, departamentul Charente, regiunea Poitou-Charentes, Franța.

## Comune
- Ars
- Châteaubernard
- Cognac (parțial, reședință)
- Gimeux
- Javrezac
- Louzac-Saint-André
- Merpins
- Saint-Laurent-de-Cognac